# Zophosis hamiltonuli
Zophosis hamiltonuli là một loài bọ cánh cứng trong họ Tenebrionidae. Loài này được Koch miêu tả khoa học năm 1969.